# Рожанський Любомир

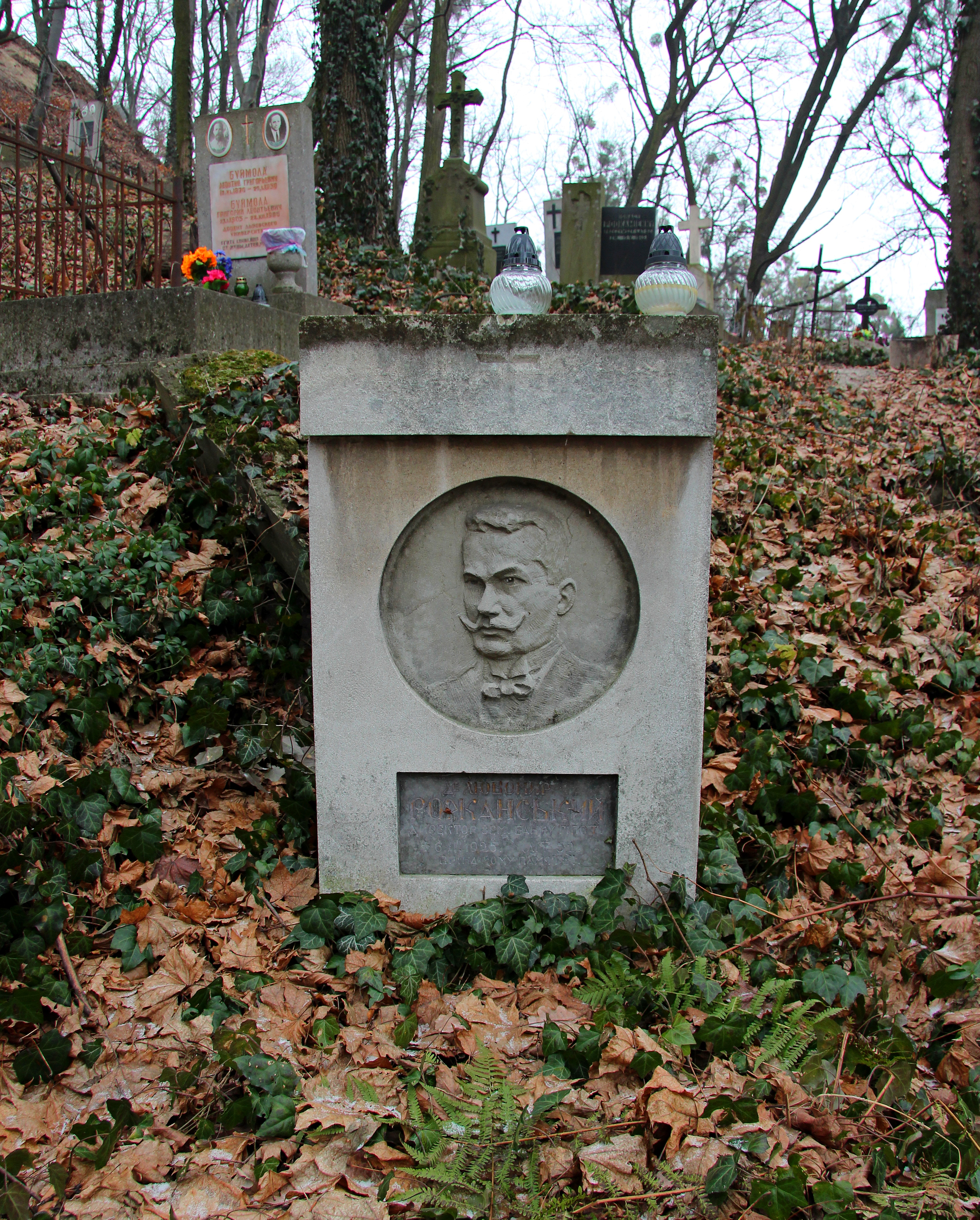

Рожанський Любомир (1872— 6 лютого 1925) — син Гната Рожанського, громадський діяч і економіст, директор Українського Земельного Банку Гіпотечного у Львові (1910 — 1925), один з засновників Української Національної Демократичної Партії. 
Автор статей про еміграцію, парцеляцію, земельну реформу тощо, під псевдонімом Л. Селянський і Л. Суходольський. 
Похований на Личаківському цвинтарі, поле № 35.